# Petrila
Petrila este un oraș în județul Hunedoara, Transilvania, România, format din localitățile componente Cimpa, Jieț, Petrila (reședința), Răscoala și Tirici. Străveche așezare situată la 675 m altitudine pe malul Jiului de Est, la intersecția pârâului Jieț, în Depresiunea Petroșani sau popular "Valea Jiului", cu pârâul Taia este atestată, în diferite documente, atât în anul 1499 cât și în anul 1493.
Petrila este cunoscută cel mai mult pentru minele Lonea și Petrila, mina Petrila fiind închisă în ziua de astăzi.

## Date geografice
Teritoriul administrativ al orașului Petrila este mărginit la est de masivul Șurianu, la nord de Vârful lui Pătru, la sud de masivul Parâng, iar la vest de teritoriul municipiului Petroșani.

## Demografie
Componența etnică a orașului Petrila
     Români (88,64%)
     Maghiari (2,67%)
     Alte etnii (0,37%)
     Necunoscută (8,32%)
Componența confesională a orașului Petrila
     Ortodocși (74,68%)
     Penticostali (6,83%)
     Romano-catolici (4,66%)
     Reformați (1,76%)
     Martori ai lui Iehova (1,01%)
     Alte religii (2,08%)
     Necunoscută (8,98%)
Conform recensământului efectuat în 2021, populația orașului Petrila se ridică la 19.600 de locuitori, în scădere față de recensământul anterior din 2011, când fuseseră înregistrați 22.692 de locuitori. Majoritatea locuitorilor sunt români (88,64%), cu o minoritate de maghiari (2,67%), iar pentru 8,32% nu se cunoaște apartenența etnică. Din punct de vedere confesional, majoritatea locuitorilor sunt ortodocși (74,68%), cu minorități de penticostali (6,83%), romano-catolici (4,66%), reformați (1,76%) și martori ai lui Iehova (1,01%), iar pentru 8,98% nu se cunoaște apartenența confesională.
|  | Graficele sunt indisponibile din cauza unor probleme tehnice. Mai multe informații se găsesc la Phabricator și la wiki-ul MediaWiki. |

Date: Recensăminte sau birourile de statistică - grafică realizată de Wikipedia

## Politică și administrație
Orașul Petrila este administrat de un primar și un consiliu local compus din 19 consilieri. Primarul, Vasile Jurca[*], de la Partidul Social Democrat, este în funcție din 2016. Începând cu alegerile locale din 2024, consiliul local are următoarea componență pe partide politice:
|  | Partid                          | Consilieri | Componența Consiliului | Componența Consiliului | Componența Consiliului | Componența Consiliului | Componența Consiliului | Componența Consiliului | Componența Consiliului | Componența Consiliului | Componența Consiliului | Componența Consiliului | Componența Consiliului |
|  | ------------------------------- | ---------- | ---------------------- | ---------------------- | ---------------------- | ---------------------- | ---------------------- | ---------------------- | ---------------------- | ---------------------- | ---------------------- | ---------------------- | ---------------------- |
|  | Partidul Social Democrat        | 11         |                        |                        |                        |                        |                        |                        |                        |                        |                        |                        |                        |
|  | Alianța pentru Unirea Românilor | 4          |                        |                        |                        |                        |                        |                        |                        |                        |                        |                        |                        |
|  | Partidul Național Liberal       | 2          |                        |                        |                        |                        |                        |                        |                        |                        |                        |                        |                        |
|  | Uniunea Salvați România         | 1          |                        |                        |                        |                        |                        |                        |                        |                        |                        |                        |                        |
|  | Rîșteiu Atena-Bety              | 1          |                        |                        |                        |                        |                        |                        |                        |                        |                        |                        |                        |

## Climă
Umezeala aerului este relativă, media lunară a umezelii aerului fiind mai ridicată în sezonul rece (84-88%) și mai scăzută în cel cald (72-80%). Cele mai multe zile senine se înregistrează în intervalul august-septembrie, iar luna cea mai ploioasa este luna iunie cu 120-140 ml în medie. Direcția predominantă a vântului este cea sudică cu viteze medii ale curenților de aer relativ mici.

## Istoric

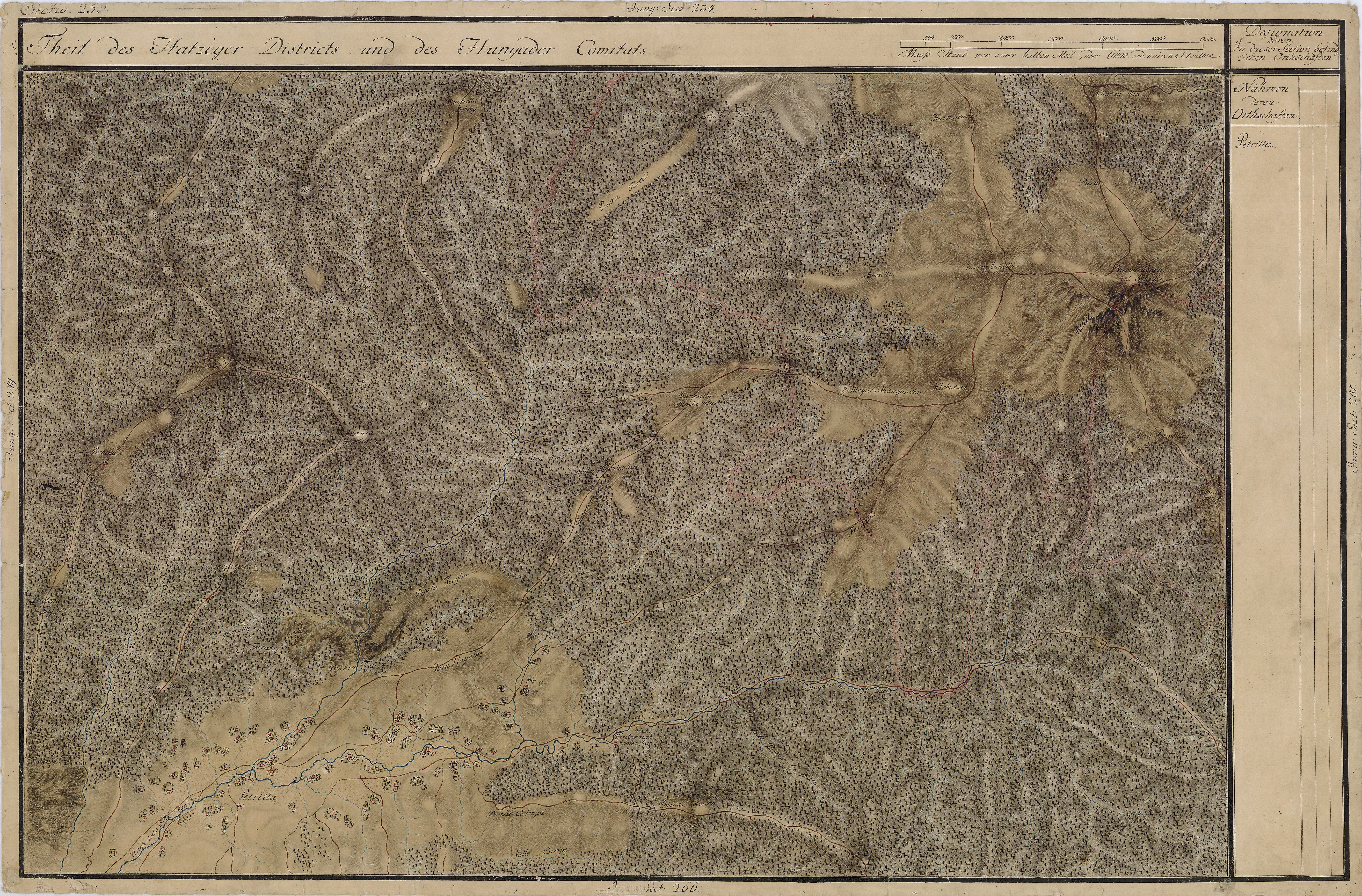
Petrila în Harta Iosefină a Transilvaniei, 1769-1773

La Jieț, localitate aparținătoare a Petrilei s-au găsit urme ale exploatării aurului aluvionar, de către daci și romani la locul numit Hududeu, unde au fost descoperiți și dinari romani. "Petrila" înseamnă "drum pietros neasfaltat" în română. Oamenii locului, păstori și crescători de vite pe plaiurile bogate în pășuni, foloseau "piatra neagră care arde" la încălzit și la efectuarea schimburilor comerciale, straturile de huilă fiind întâlnite chiar la suprafață. La vremea când se închegau primele formațiuni statale românești feudale, voievodatul ce se întindea în Banat între Mureș și Dunăre, ajuns la apogeu sub voievodul Glad (sec.IX-X) [sursă?], cuprindea în teritoriul său și Valea Jiului. Mai târziu, aceste pământuri au făcut parte din voievodatul lui Litovoi ce se întindea pe ambele versante ale Carpaților Meridionali, din ținutul Gorjului și până în țara Hațegului. Cel mai important document scris despre Valea Jiului este un act de danie al regelui Vladislav I al Ungariei către cneazul român Mihail Cânde, datând din anul 1493. Este scris în acest hrisov că boierul Mihail Cânde stăpânește moșiile aflate pe teritoriul de azi al Petrilei (Peterella), Maleia, lângă Petroșani (Malee), Rotunda, lângă Petroșani sau după unii autori Lonea (Ratond), Câmpul lui Neag (Nzakmezeu), Morișoara, în Vulcan (Marisowar), iar puțin după aceea, în 1501, lânga acestea se amintește Kaprisowar (Căprișoara), în Vulcan, ca fiindu-i proprietăți "ab antiquo". Chiar și mai înainte, în jurul anului 1493, regele Albert de Habsburg recunoscuse că Valea Jiului este proprietatea lui Niculae Cânde, tatăl cneazului Mihail. O data cu întocmirea primului recensământ confesional în 1733 de către episcopul Inocențiu Micu-Klein s-a consemnat existența în localitatea Petrila a unui preot ortodox, Dumitru, a unui preot greco-catolic, Ștefan și a unei biserici cu 48 de familii de credincioși, familii compuse în medie din 5 membri. Începuturile exploatării sistematice, cu mijloace rudimentare, a cărbunelui din Valea Jiului se regăsesc în anul 1840 când frații Hoffman și Carol Mederspach, proprietari austrieci de mine din Rusca Montană, atrași de bogatele zăcăminte carbonifere au pus bazele viitoarelor exploatări și întreprinderi miniere, continuând să cumpere de la proprietari și țărani eliberați un număr mare de posesiuni miniere. Exploatarea zăcămintelor carbonifere a continuat de-a lungul anilor, dezvoltând o zonă mono industrială, activitatea economică preponderentă fiind aceea de exploatare și prelucrare a cărbunelui.

## Obiective turistice
- Rezervațiile naturale “Cheile Jiețului” (10 ha) și "Cheile Taia" (2 ha).
- Frumoasa (sit de importanță comunitară inclus în rețeaua ecologică europeană Natura 2000 în România).

## Monumente
- Biserica Sfânta Barbara din Petrila
- Monumentul Eroilor Români. Opera comemorativă, înaltă de 3 m, a fost amenajată ca „Un omagiu eroilor necunoscuți, morți pentru patrie“. Are forma unui templu, fiind compusă din piatră și beton.

## Resursele subsolului
Suprafața totală a stratelor purtătoare de cărbune din Bazinul Văii Jiului care prezintă interes din punct de vedere economic, ocupă aproximativ 170 km². Cărbunii de aici sunt de vârstă terțiară și se găsesc la Lupeni, Uricani, Vulcan, Petrila, Aninoasa, Lonea, Paroșeni, Livezeni, Taia, etc. Referindu-ne la stratigrafia acestui bazin, menționăm că sedimentele care-l formează sunt alcătuite dintr-un orizont bazal de conglomerate, calcare, nisipuri argiloase de culoare roșcată, acoperite la rândul lor de șisturi argiloase și grezoase vărgate. Grosimea acestui orizont este de aproximativ 100–125 m și apare la zi în sudul și estul acestui bazin. Deasupra acestuia se află un al doilea orizont, cu o grosime de aproximativ 300 m, format din blocuri de gresii și strate de argilă, dintre acestea găsindu-se stratele de cărbuni mai ales în partea inferioara a orizontului. Orizontul superior, care are și el o grosime de cca 300 m, este alcătuit din gresii, conglomerate, nisipuri și argile și nu cuprinde resturi organice.
Cărbunii din Bazinul Văii Jiului, considerați în trecut drept cărbuni bruni, potrivit clasificării internaționale în vigoare, sunt repartizați astăzi la grupa huilei.

## Personalități
- Mária von Tasnády (1911-2001), actriță, miss Ungaria în 1931
- Ion Dezideriu Sîrbu (1919-1989), romancier, eseist, filosof, profesor de filosofie
- Ludovic Bács (1930-2015), dirijor, compozitor, instrumentist (violă) și profesor de dirijat orchestră
- Ladislau Schmidt (1930-1994), artist plastic
- Josef Kappl (n. 1950), compozitor, basist, membru al trupei Phoenix
- Ana Colda (1920-1972), actriță română
- Ion Barbu (caricaturist) (n. 1953), caricaturist, profesor la Școala Superioară de Jurnalism din București;
- Gina Pătrașcu (n. 1954), cântăreață de muzică ușoară.